# 卜伝の郷運動公園
卜伝の郷運動公園（ぼくでんのさとうんどうこうえん）は、茨城県鹿嶋市にある鹿嶋市立の都市公園（運動公園）である。

## 概要
公園の名称は、鹿島出身の剣豪である塚原卜伝に由来する。
サッカーや野球などに利用できる多目的球技場などから構成されている。また、道路を挟んでJ1・鹿島アントラーズのホームスタジアムである茨城県立カシマサッカースタジアムが隣接している。

## 卜伝の郷運動公園多目的球技場
多目的球技場として以下の設備が設けられており、競技によって使用できる面数が異なる。
- A・B面

サッカーや野球のほか、ラグビーやグラウンドゴルフなど、年間を通じて利用できる（ただし、野球での使用は軟式野球に限られている）。フィールドは全面人工芝。野球を主眼に建設されており、スタンドは野球使用時のa・b面の両バックネット裏にのみ設置されている。
- C・D面

ソフトボールやサッカーなどに利用できる。年間・昼夜を問わず使用できる。フィールドは全面人工芝。設計はメインスタジアムとなるA・B面とほぼ変わらないが、ソフトボール用となっているため野球では使用されない。スタンドは両バックネット裏のみ。また、ナイター利用にも対応している。

### 施設概要
- 総面積 - 41,034m2
- 利用時間 - 9時-21時（日曜日は17時まで）。月曜日は休業。
- A・B面 
  - 人工芝
  - 使用できる面数 - サッカー：1面、ラグビー：1面、軟式野球：2面、少年サッカー：2面、フットサル：6面
  - 収容人数　100人（全席座席）
  - 得点板（野球用）×2
- C・D面
  - 人工芝
  - 照明設備
  - 使用できる面数 - サッカー：1面、ラグビー：1面、ソフトボール：2面、少年サッカー：2面、フットサル：6面
  - 収容人数　100人（全席座席）
  - 得点板（ソフトボール用）×2

## 交通
鉄道
- 鹿島臨海鉄道大洗鹿島線 鹿島サッカースタジアム駅（試合開催日のみ臨時停車）下車、徒歩5分。
- JR東日本鹿島線 鹿島神宮駅よりシャトルバス（試合日のみ）でスタジアム下車。

高速バス
- かしま号：東京駅よりメルカリスタジアム行きで「メルカリスタジアム」下車
  - 上りは鹿島神宮駅と水郷潮来バスターミナルのみ停車（降車不可、試合日は東京駅直行）
  - 平日8往復運行・試合開催日は臨時便運行

自動車
- 東京方面から
  - 東関東自動車道潮来ICから県道101号経由、国道51号を鹿嶋方面へ。
- 水戸方面から
  - 国道51号を千葉方面へ。

## 周辺施設
- 茨城県立カシマサッカースタジアム
  - カシマサッカーミュージアム
  - カシマウェルネスプラザ
- カシマスポーツセンター